# Patricia Kaas
Patricia Kaas (Forbach, 5 de desembre de 1966) és una cantant i actriu francesa. És molt coneguda als principals països de parla francesa i de parla alemanya, així com als països de l'Europa de l'Est i l'Àsia, on hi actua regularment. El 2017 s'havien venut aproximadament 17 milions de còpies a tot el món dels seus discos.

## Biografia
Patricia Kaas va créixer a Stiring-Wendel, una ciutat prop de Forbach, a la frontera amb Alemanya. És un indret de parla germànica; l'alemany mitjà és, de fet, la llengua materna de Patricia Kaas, la qual no va parlar francès fins als sis anys. Va ser criada en una família amb set fills (5 germans i una germana), per una mare alemanya i un pare francès de gueule negre (nom donat als miners de les mines de carbó dels pous de Wendel).
Amb el suport i l'ànim dels seus pares, especialment de la seva mare, va començar a donar concerts als vuit anys interpretant cançons de Sylvie Vartan, Claude François o Mireille Mathieu, tot i que també interpretava cançons com New York, New York o Just a Gigolo.
El 1979 –quan tenia 13 anys– el cabaret de Saarbrücken, el "Rumpelkammer Club", la va contractar per a cantar-hi cada dissabte a la nit. S'hi estarà durant set anys. El 1983, el productor musical François Bernheim va anar fins a Alemanya, a Frankfurt, per a escoltar-la cantar en una Oktoberfest. De retorn a París, va demanar a la seva sòcia Élisabeth Depardieu de coproduir el primer disc de Patricia Kaas. Tot i que Gérard Depardieu va contribuir econòmicament a aquesta primera gravació, Jalouse va aparèixer a la primavera de 1985 però va passar desapercebut.

### Mademoiselle chante...
Dos anys més tard, François Bernheim va presentar Patricia Kaas a Didier Barbelivien, que li va oferir Mademoiselle chante le blues (una cançó inicialment refusada per Nicoletta). Llançada l'abril de 1987, la cançó va entrar al Top 50 al novembre i va arribar a aconseguir el 7è lloc. Amb aquest títol, Patricia Kaas va ser guardonada amb el premi Charles Cros. El 5 de desembre, al seu 21è aniversari, va pujar a l'escenari per primera vegada a l'Olympia de París, proporcionant la primera part dels concerts de Julie Pietri.
El novembre de 1988 va aparèixer el primer disc de Patricia Kaas, Mademoiselle chante... Va tenir molt d'èxit a França i als països de parla francesa gràcies als temes D'Allemagne, Mon mec à moi, Elle voulait jouer cabaret i Quand Jimmy dit, cosa que li va valer el títol de Revelació de l'any als Victoires de la Musique. Poc després de la publicació d'aquest àlbum, la seva mare, amb qui tenia vincles molt forts i de la qual se'n sentia dependent, va morir de càncer el 16 de maig de 1989. El 2011, va confessar que la seva primera gira havia estat per a ella una manera de fugir del dol.

### Anys 1990
Els seus dos següents discos, Scène de vie (1990) i Je te dis vous (1993), també van tenir un gran èxit (Je te dis vous, fins i tot, va superar els 2,5 milions de còpies venudes a tot el món), gràcies a temes com Les Hommes qui passent, Entrer dans la lumière i Il me dit que je suis belle (tot un èxit de Jean-Jacques Goldman, amb el pseudònim de Sam Brewski). Les seves gires la porten per tot el món. El 1992 es va unir a la companyia Les Enfoirés i el tenor italià Luciano Pavarotti la va convidar a participar en un concert benèfic a Mòdena.
Després de gravar Café noir, un àlbum en anglès que va decidir no publicar mai, va modernitzar la seva imatge el 1997. Rodejada de compositors d'èxit (Jean-Jacques Goldman per Dans ma chair i Pascal Obispo per Le mot de passe), els seus concerts segueixen deixant les entrades exhaurides, tot i la disminució de les vendes de discos: a França, Dans ma chair (1997) està certificat com a platí doble (amb els senzills Quand j'ai peur de tout i Je voudrais la connaître) i Le mot de passe (1999) disc de platí (amb els èxits Ma liberté contre la tienne o Une fille de l'Est). El desembre de 1998 va gravar Christmas in Vienna VI amb el tenor espanyol Plácido Domingo i el cantant mexicà Alejandro Fernández. Els dies 25 i 27 de juny de 1999 va ser convidada per Michael Jackson a Seül i Múnic, com a part de dos grans concerts benèfics, el Michael Jackson & Friends.

### Anys 2000

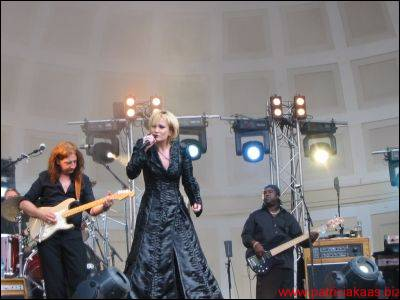
Patricia Kaas el 2005 en un concert a Wiesbaden, Alemanya,

El 2000, amb motiu de la Festa de la Federació, va fer un concert al jardins de Luxemburg de París.
La dècada de 2000 va ser més difícil, sobretot amb el fracàs de taquilla (476.818 a França) per a la pel·lícula de Claude Lelouch, And now... Ladies and Gentlemen, en què Patricia Kaas compartia pantalla amb Jeremy Irons. Les vendes de discos també van ser més baixes, amb els àlbums Piano Bar (2002), un àlbum d'adaptacions angleses de cançons franceses, i Sexe fort (2003), malgrat els temes signats per Goldman, Renaud, Cabrel i Obispo. No obstant això, aquests àlbums estan qualificats com a disc d'or i com a disc d'or doble. Tot i així es van mantenir lluny de les xifres assolides pels àlbums anteriors i cap cançó va marca realment la diferència. D'altra banda, les gires internacionals que van seguir a aquests dos àlbums van tenir molt d'èxit, igual que les anteriors: el Piano-Bar Tour va arribar als Estats Units; Kaas va aplegar 6.000 persones al Beacon Theatre de Nova York i al Sexe-fort Tour va triomfar a la Xina, on va reunir més de 6.000 persones al Palau del Poble de Pequín.

### ÀlbumKabaret
Després d'una pausa artística i mediàtica, el 2008 va marcar el retorn de Patricia Kaas al capdavant de la música francesa amb un nou disc, Kabaret, que ve a ser un homenatge als anys trenta.
La distribució de Kabaret es va fer a través de diferents canals. El disc es va distribuir en un primer moment a Rússia, en el marc d'una col·laboració amb la cadena de cosmètics L'Étoile: es van oferir 500.000 còpies als clients de L'Étoile, que li valdran el reconeixement a Rússia de disc de diamant. A França, la distribució es va fer inicialment a través del lloc web vente-privee.com a un preu de 6 €.
Durant aquest període, Patricia Kaas va canviar de companyia discogràfica, i l'àlbum va ser distribuït tant per Sony (la seva antiga companyia discogràfica) per al mercat internacional, com per Universal per a França. El seu entorn afirma que Kabaret va ser qualificat de disc d'or a França a principis del 2010 i que hauria venut 800.000 còpies a tot el món, però segons el SNEP l'àlbum no va arribar a disc d'or (és a dir, menys de 75.000 vendes) ja que no hauria arribat a les 50.000 vendes.
Una nova gira internacional va tenir lloc entre el novembre de 2008 i el febrer de 2010 a França i en una vintena més de països.

### Concurs d'Eurovisió

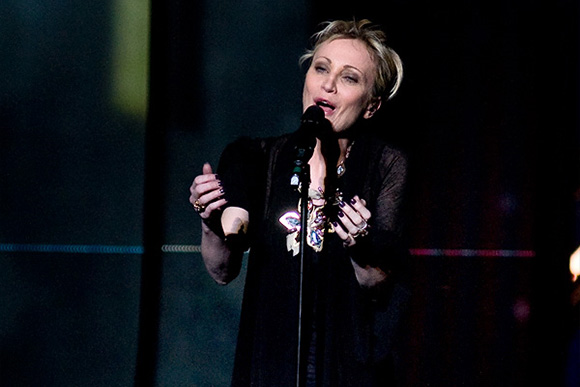
La cantant al Festival d'Eurovisió celebrat a Moscou el 2009.

A principis del 2009, France 3 va demanar a Patricia Kaas que representés a França al 54è Festival d'Eurovisió, celebrat el 16 de maig a Moscou, on va gaudir d'una gran popularitat. La cançó Et s'il fallait le faire va esdevenir la primera pista del seu nou àlbum Kabaret, segons van demanar els internautes en un concurs en línia. França va obtenir el vuitè lloc de 25 amb 107 punts. Tot i així Kaas va ser elogiada per la seva interpretació i va rebre el premi Marcel-Bezençon a la millor interpretació artística, atorgat pels comentaristes de l'esdeveniment.
Alguns crítics no van dubtar tampoc en lamentar l'elecció d'una cançó lenta, poc enganxosa i amb un entorn escenogràfic estàtic.

### Anys 2010
A la primavera del 2011, Patricia Kaas va publicar la seva autobiografia, L'Ombre de ma voix (L'ombra de la meva veu).
El 5 de novembre de 2012 es va publicar un disc-homenatge a Édith Piaf amb motiu del 50è aniversari de la seva mort, Kaas chante Piaf, produït per Abel Korzeniowski i amb els acompanyaments de la Royal Philharmonic Orchestra. A continuació va fer una gira per uns quaranta països passant, entre d'altres, pel Royal Albert Hall de Londres, el Carnegie Hall de Nova York i l'Olympia de París.
El 20 de juny de 2016 va donar a conèixer Le jour et l'heure, el primer senzill de l'àlbum de Patricia Kaas que es va publicar l'11 de novembre del mateix any i que contenia les cançons Madame Tout le monde i Adèle.
El gener de 2017 va iniciar una gira internacional, que incloïa una visita al Grand Rex de París.

## Compromisos públics
El desembre de 2012, va signar una crida per a artistes i personalitats artístiques a favor d'obrir el matrimoni a parelles del mateix sexe.

## Discografia

### Àlbums d'estudi
- 1988 : Mademoiselle chante...
- 1990 : Scène de vie
- 1993 : Je te dis vous
- 1997 : Dans ma chair
- 1999 : Le Mot de passe
- 2002 : Piano Bar
- 2003 : Sexe fort
- 2008 : Kabaret
- 2012 : Kaas chante Piaf
- 2016 : Patricia Kaas

### Àlbums en directe
- 1991 : Carnets de scène
- 1994 : Tour de charme
- 1998 : Rendez-vous
- 1999 : Christmas In Vienna Vol. VI (amb Plácido Domingo i Alejandro Fernández)
- 2000 : Patricia Kaas live
- 2005 : Toute la musique...
- 2009 : Kabaret sur scène
- 2014 : Kaas chante Piaf à l'Olympia

### Recopilatoris
- 2000 : Long Box (4 premiers albums studio Sony)
- 2001 : Rien ne s'arrête
- 2009 : 19 par Patricia Kaas
- 2011 : Mademoiselle n'a pas chanté que le blues (recopilatori Canadà)

### DVD live[modifier | modifier le code]
- 1991 : Carnets de scène
- 1994 : Tour de charme
- 1998 : Rendez-vous
- 1999 : Christmas In Vienna Vol. VI (avec Plácido Domingo et Alejandro Fernández)
- 2000 : Ce sera nous
- 2005 : Toute la musique...
- 2009 : Kabaret
- 2014 : Kaas chante Piaf à l'Olympia

### Col·laboracions
- Arno
- Didier Barbelivien
- François Bernheim
- Louis Bertignac
- Francis Cabrel
- Caravan Palace
- Patrick Fiori
- Jean-Jacques Goldman
- Hyphen Hyphen
- Abel Korzeniowski
- Franck Langolff
- Marc Lavoine
- Michel Legrand
- Pascal Obispo
- Phil Ramone
- Renaud
- Étienne Roda-Gil
- Rose
- Rosenstolz
- Diane Warren
- Zazie

## Filmografia
- 2002 : And now... Ladies and Gentlemen, de Claude Lelouch
- 2012 : Assassinée, de Thierry Binisti (telefilm)

## Distincions
- 1988 : Victoire de la musique a la revelació de l'any
- 1989 : Victoire de la musique a la millor venda d'àlbums a l'estranger
- 1990 : Goldene Europa a la cantant de l'any
- 1991 : Victoires de la musique a la intèrpret femenina de l'any i per a la millor venda d'àlbums a l'estranger
- 1991 : World Music Award a l'artista francesa de l'any
- 1991 : Bambi a l'artista de l'any
- 1991 : Trofeu a la Gala de l'Adisq
- 1992 : Victoire de la musique a la millor venda d'àlbums s l'estranger
- 1994 : Medalla de la Ciutat de Parés (échelon grand vermeil)
- 1995 : Victoire de la musique a la millor venda d'àlbums a l'estranger
- 1995 : World Music Award a l'artists francesa de l'any
- 1995 : Femme en or
- 1998 : Premi a la cantant internacional a Turquia
- 2000 : Premi De Gaulle - Adenauer ; cavaller de l'ordre nacional del Mèrit
- 2002 : Goldene Europa a l'artista internacional de l'any
- 2002 : Medalla de Sant Jordi de l'Académie internationale « Golden Fortune »
- 2003 : Oficial de l'orde al Mèrit de la República Federal Alemanya per l'amistat franco-alemanya
- 2009 : Premi artístic Marcel-Bezençon a la millor performance artística de l'any a l'Eurovisió
- 2012 : Premi Persona de l'any a Ucraina
- 2012 : Oficial de l'ordre de les Arts i de les Lletres
- 2012 : Medalla de Sant Jordi de l'Académie internationale « Golden Fortune »
- 2012 : Premi dels Llorers verds a la millor autobiografia de l'any per L'ombre de ma voix
- 2014 : Biaf (Beirut International Awards Festival) Premi pel conjunt de la seva carrera com a millor artista europea al Liban